# Iora émeraude
Aegithina viridissima
Espèce
Statut de conservation UICN

 NT  : Quasi menacé
Le Iora émeraude (Aegithina viridissima) est une espèce de passereau appartenant à la famille des Aegithinidae.

## Répartition et habitat
On le trouve à Brunei, en Malaisie, en Indonésie, en Birmanie, à Singapour et en Thaïlande.
Il vit dans les mangroves et les forêts tropicales et subtropicales. Il est menacé par la destruction de son habitat.

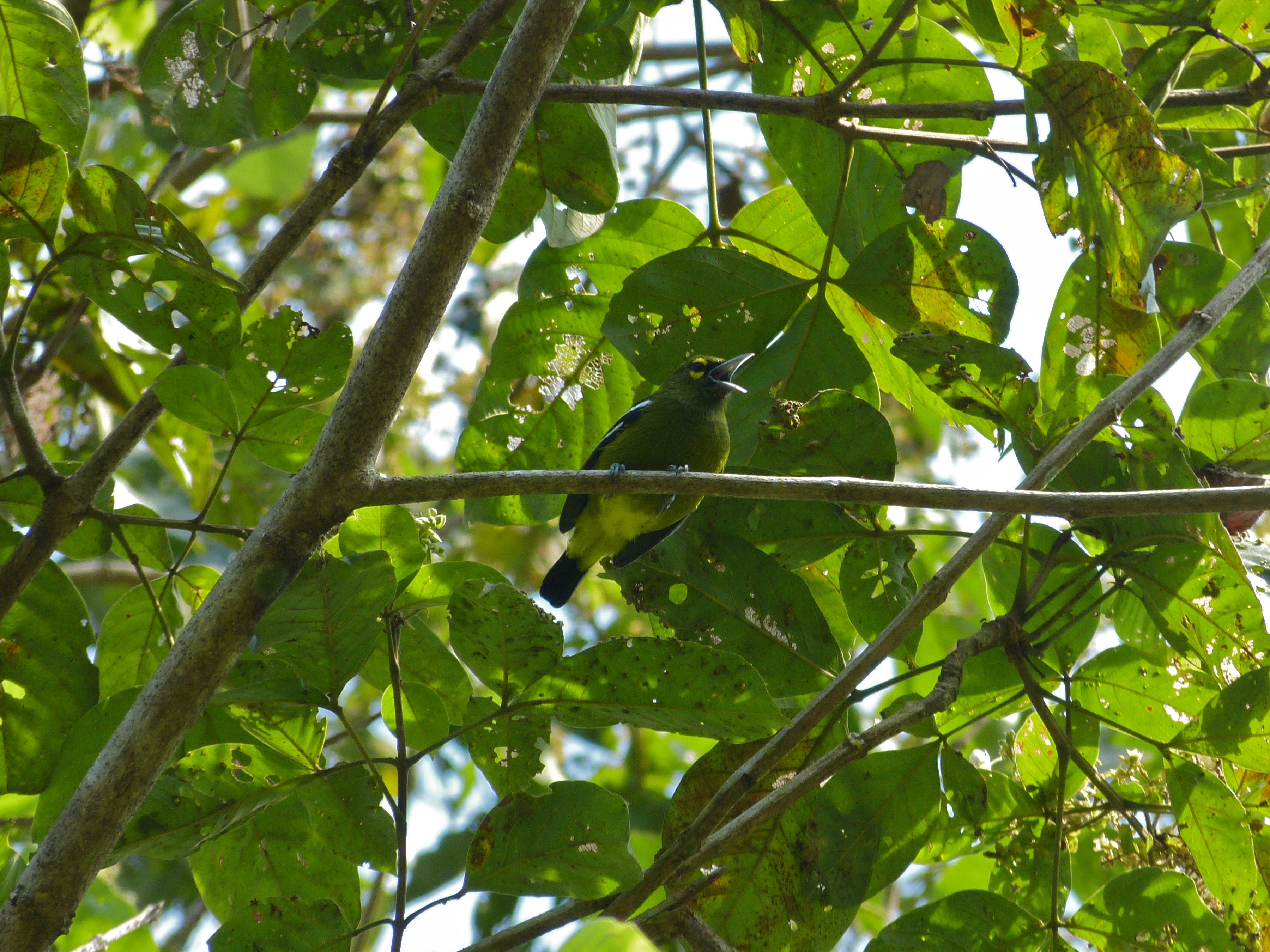
Iora émeraude (Sabah, Malaisie)

## Sous-espèces
- A. v. viridissima (Bonaparte, 1850
- A. v. thapsina Oberholser, 1917 — îles Anambas.